# Mélisey (Alta Saona)
Mélisey è un comune francese di 1 711 abitanti, situato nel dipartimento dell'Alta Saona, nella regione della Borgogna-Franca Contea.
È la sede della comunità di comuni dei mille stagni.
Occupato almeno a partire dall'Alto Medioevo, Mélisey divenne nel XV secolo un borgo che concentrava tutte le attività di commercio e di scambio della valle della Saona, prima di diventare una piccola città industriale del tessile nel XIX secolo.
Popolato da 1 679 abitanti all'ultimo censimento del 2014, il comune è situato in una regione particolarmente vallonata ai piedi dei Vosgi saonesi. La sua altitudine varia da 322 metri del centro abitato fino ai 470 m del suo territorio.
Situato al bordo della "Regione dei Mille Stagni" o "Altopiano dei Mille Stagni", possiede un ricco patrimonio naturale che favorisce l'ecoturismo. Il centro storico, attraversato dall'Ognon, è caratterizzato dalla Chiesa dei Santi Pietro e Paolo, dal campanile di stile romanico costruito nel XII secolo.

## Società

### Evoluzione demografica
Abitanti censiti